# Der Müll, die Stadt und der Tod
Der Müll, die Stadt und der Tod ist ein umstrittenes Theaterstück von Rainer Werner Fassbinder, verfasst 1975. Die Verfilmung unter dem Titel Schatten der Engel (1976) durch Daniel Schmid stand im Wettbewerb um die Goldene Palme bei den Internationalen Filmfestspielen von Cannes 1976.
Fassbinder verarbeitete Motive des 1973 erschienenen Romans Die Erde ist unbewohnbar wie der Mond von Gerhard Zwerenz. Zu diesem Roman hatte Fassbinder zunächst ein komplettes Drehbuch ausgearbeitet; das Filmprojekt zu Zwerenz’ Roman kam aber nicht zustande.

## Inhalt
Die Straßenprostituierte Roma B. (im Film Lily Brest, dargestellt von Ingrid Caven) wird von ihrem Zuhälter Franz B. (im Film Raoul, dargestellt von Fassbinder selbst) regelmäßig misshandelt, weil sie erfolglos in ihrem Gewerbe ist. Das Mädchen ist zu zart für die Ansprüche der Freier. Weil der Zuhälter sie immer wieder auf den Straßenstrich schickt, ist sie krank geworden.
Eines Tages wird sie von einem Immobilienspekulanten engagiert, der sich selbst als der reiche Jude bezeichnet (dargestellt von Klaus Löwitsch). Dieser erwartet von ihr nicht sexuelle Dienstleistungen, sondern nur, dass sie ihm zuhört. Dafür bezahlt er sie großzügig; sie wird selbst reich, zugleich aber einsam: Die anderen Strichmädchen wenden sich ebenso von ihr ab wie Franz B. (Raoul), der homosexuell ist.
Der Spekulant benutzt sie, um sich zu rächen; über Roma B. (Lily) will er an deren Vater Müller kommen – der auch als Transvestit in einer Bar singt. Der reiche Jude macht Müller für den Tod seiner Eltern verantwortlich. Von der Tochter zur Rede gestellt, erweist sich der Vater als Prototyp des überzeugten nationalsozialistischen technokratischen Mörders, der von der Richtigkeit seines Handelns überzeugt bleibt.
Roma B. (Lily) verzweifelt an dieser Situation; auf ihren Wunsch hin tötet der Immobilienmakler sie, für ihren Tod wird ihr ehemaliger Zuhälter Franz B. verantwortlich gemacht.
Das Geschehen spielt in der düsteren Atmosphäre einer maroden, verrotteten Stadt, bei deren Sanierung sich Politiker und Immobilienspekulanten gegenseitig in die Taschen arbeiten, unterstützt vom korrupten Polizeipräsidenten (dargestellt von Boy Gobert).

## Aufführungsgeschichte
Fassbinder plante, das Stück als seine letzte Arbeit am Frankfurter TAT zu inszenieren, konnte das Vorhaben jedoch nicht umsetzen, weil der Rechtsträger die Gage eines Darstellers nicht bewilligte. Das Werk wurde in den 1970er und 1980er Jahren, z. B. von Joachim Fest, Ignatz Bubis, Salomon Korn, als Teil der politischen Auseinandersetzung im sogenannten Frankfurter Häuserkampf verstanden und Fassbinder wurde des Antisemitismus beschuldigt. Manche glaubten, in der Figur des jüdischen Immobilienspekulanten Ignatz Bubis erkennen zu können, der Anfang der 1970er Jahre in die Auseinandersetzungen um die Sanierung des Frankfurter Westends als Investor verwickelt war. Tatsächlich kannte Fassbinder Bubis nicht, was spätestens bei den Prozessen um eine Miturheberschaft von Gerhard Zwerenz geklärt wurde.
Im Januar 1979 wurde das Stück in einer von Fassbinder selbst autorisierten Amateur-Aufführung an der Studio-Bühne der Ruhr-Universität Bochum gezeigt. Die öffentliche Aufführung wurde in der Lokalpresse angekündigt und rezensiert.
Nachdem bereits für die „Frankfurt Feste 1984“ die Uraufführung im vor der Alten Oper befindlichen Rohbau der U-Bahn-Station vorgesehen war, plante der neuberufene Intendant des Schauspiels Frankfurt Günther Rühle im Jahr darauf die Uraufführung in der Regie von Dietrich Hilsdorf für den 31. Oktober, wogegen sich heftiger Protest entwickelte. An diesem Tag demonstrierten ca. 1.000 Personen vor dem Theater gegen die Uraufführung. Drinnen besetzten ca. 30 Mitglieder v. a. der Jüdischen Gemeinde die Bühne und entfalteten das Transparent „subventionierter Antisemitismus“. Eine Wiederholungsprobe vor ca. 200 Kritikern und Beschäftigten des Schauspiels am 4. November wurde später vom Verlag als Uraufführung gewertet. Am 31. Oktober 2015, dem 30. Jahrestag der Bühnenbesetzung, gab es eine szenische Lesung des Stücks im Rahmen des Symposiums „Der Müll, die Stadt und der Skandal“. Die Mitwirkenden waren überwiegend die Schauspieler, die das Drama 1985 hätten uraufführen sollen. Auf dem Symposium wurde mit Vertretern der Bühnenbesetzer die Frage neu diskutiert, ob das Stück antisemitisch sei. 
1987 wurde „Der Müll, die Stadt und der Tod“ in New York City inszeniert. Etwa die Hälfte des Premierenpublikums waren deutsche Journalisten. Im selben Jahr folgte eine Inszenierung in Kopenhagen, seither wurde das Werk wiederholt im europäischen Ausland und in den USA gespielt.
Im November 1998 fand die bemerkenswerte italienische Erstaufführung im Mailänder Teatro dell’Elfo statt. Das Regieteam Elio De Capitani und Ferdinando Bruni vergewisserte sich schon während der Proben, dass von Seiten der Jüdischen Gemeinde keine Einwände erhoben würden. Der Mailänder Oberrabbiner Giovanni Laras enthielt sich vor der Premiere eines Urteils, und nicht nur die linksdemokratische Fraktion in der jüdischen Gemeinde, vertreten durch Stefano Levi Della Torre, sondern auch „das traditionelle, religiöse Judentum“ sah „Fassbinders Intentionen vorsichtig positiv“. Das Theater demonstrierte mit seiner erfolgreichen Inszenierung (24 ausverkaufte Vorstellungen), dass das Stück nicht zwingend antisemitisch gelesen wurde.
Anfang 1999 fand in Tel Aviv eine Aufführung unter der Regie von Yoram Löwenstein statt.
Am 1. Oktober 2009 fand schließlich im Theater an der Ruhr in Mülheim an der Ruhr die deutsche Erstaufführung statt. Noch vor der Premiere forderten der Zentralrat der Juden in Deutschland und die Jüdische Gemeinde Duisburg/Mülheim den Theaterleiter Roberto Ciulli auf, das Stück abzusetzen. Das Theater solle aus „Respekt vor den wenigen Überlebenden des Holocaust und den Millionen von Toten auf die Aufführung verzichten“. Ciulli sei mit dem Versuch gescheitert, dem Werk eine „aufklärerische Zielsetzung zu verleihen, die den Antisemitismus entlarvt und damit bekämpft“, kommentieren der Generalsekretär des Zentralrats, Stephan Kramer und Jacques Marx, der Vorsitzende der Jüdischen Gemeinde Duisburg/Mülheim. Das Theater sah dagegen in der Inszenierung den Versuch, den „bewussten und unbewussten Antisemitismus als Tatsache der bundesrepublikanischen Wirklichkeit festzustellen“.

## Rezeption
Nach Auffassung Martin Gubsers finden sich in dem Stück Elemente des literarischen Antisemitismus. Offensichtlich habe Fassbinder auf Ignatz Bubis anspielen wollen und sei mit der unsympathisch gezeichneten Figur dem gängigen antisemitischen Klischee vom jüdischen Kapitalisten entgegengekommen.
Joachim Fest ging trotz des ungenauen, oft in polemischen Kontexten verwendeten Begriffs von einem aktuellen Fall des „Linksfaschismus“ aus. Zwar sei es mittlerweile möglich, Stücke mit einer jüdischen Negativfigur zu schreiben; dieses literarisch wertlose Stück, das auch auf pornographische Elemente nicht verzichte, zeichne den „reichen Juden“ hingegen bloß als Mörder und Betrüger, so dass es sich um „billige, von ordinären Klischees inspirierte Hetze“ handele. Der Antisemitismus des Stücks war für Fest indes weniger Ausfluss des Ressentiments als vielmehr Taktik und Teil des „radikalen Schicks“.
Hellmuth Karasek hielt die Darstellung von Fest für polemisch und widersprach seiner Deutung. Von einem geplanten, linken Antisemitismus bleibe nach der Lektüre des Stücks wenig übrig.